# Sport im Bild (DDR)

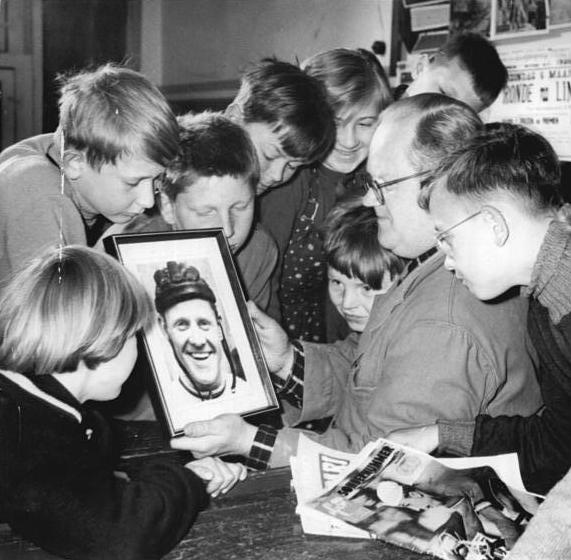
Lehrer und Schüler mit einem Porträt von Täve Schur und davor liegt eine „Sport im Bild“ Sondernummer auf dem Tisch (1960 in Lausen bei Leipzig)

Sport im Bild war eine Sportfachzeitschrift der DDR, die im Sportverlag Berlin erschien.
Das Blatt zeichnete sich durch großformatige Sportfotos aus. Es erschien erstmals 1953 und wurde 1962 eingestellt.